# Wolfgang Darsow
Wolfgang Darsow (* 28. Mai 1911 in Petersdorf/Neumark; † 26. August 1954 in Trier) war ein deutscher Klassischer Archäologe.
Darsow studierte Klassische Archäologie in Berlin, Köln, München und Palermo. Am 20. Februar 1937 wurde er bei Andreas Rumpf in Köln mit der Dissertation Sizilische Dachterrakotten promoviert. Danach war er kurzzeitig bei den Berliner Museen sowie in der Zentrale des Deutschen Archäologischen Instituts in Berlin angestellt, bevor er 1938–1939 mit dem Reisestipendium des Deutschen Archäologischen Instituts den östlichen Mittelmeerraum (Ägypten, Palästina, Griechenland) bereisen konnte. Anschließend leistete er Militärdienst im Zweiten Weltkrieg. Ab 1948 war er zunächst in Marburg tätig, von 1951 bis zu seinem Tode war er Mitarbeiter der Zentraldirektion des Deutschen Archäologischen Instituts in Berlin. Ab 1952 war er Schriftführer der Archäologischen Gesellschaft zu Berlin. Ihm war die Bearbeitung der Plastikfunde von den Ausgrabungen Rudolf Herzogs auf Kos übertragen worden, die er auf Grund seines frühen Todes durch eine unheilbare Krankheit nicht vollenden konnte.